# Dubai Mall
Dubai Mall (Arabisch: دبي مول) is het op een na grootste winkelcentrum van de wereld, gelegen in Dubai in de Verenigde Arabische Emiraten. Het winkelcentrum maakt deel uit van de Burj Khalifa, het hoogste gebouw ter wereld. Er zijn parkeerplaatsen voor 14.000 auto's.
Er is ruimte voor zo'n 1200 winkels. De totale winkeloppervlakte bedraagt meer dan een half miljoen vierkante meter. Het winkelaanbod varieert van luxe boetieks zoals Chanel, Louis Vuitton en Gucci tot populaire internationale merken zoals Zara, H&M en Nike.

## Attracties in de Dubai Mall
In het atrium van Dubai Mall staat ook het grootste aquarium in het land, dat tevens tot een van de grootste ter wereld behoort. Het aquarium heeft een volume van 10 miljoen liter water en herbergt meer dan 30.000 zeedieren waaronder een grote collectie zandtijgerhaaien. Bezoekers kunnen in het aquarium door een 48 meter lange glazen tunnel wandelen, die hen omringt met haaien, roggen en talloze andere zeedieren.
In de Souk Dome op de begane grond van de Dubai Mall staat de Dubai Dino, een 155 miljoen jaar oud dinosaurusskelet. Dit bijna complete skelet van een Diplodocus longus, een plantenetende sauropode uit het late Jura, werd in 2008 opgegraven in de Dana Quarry in Wyoming in de Verenigde Staten. Met een lengte van 24,4 meter en een hoogte van 7,6 meter is het een van de grootste en best bewaarde fossielen van zijn soort, met 90% van de originele botten intact.

## Geschiedenis Dubai Mall
De Dubai Mall werd ontwikkeld door Emaar Properties, een van de grootste vastgoedontwikkelaars in de Verenigde Arabische Emiraten. De bouw begon in 2004 en het winkelcentrum opende officieel zijn deuren in november 2008. Het project maakt deel uit van de bredere ontwikkeling van Downtown Dubai, een stadsdeel dat ontworpen werd om zowel een commercieel als cultureel centrum te worden.

## Bereikbaarheid
De Dubai Mall is bereikbaar via de rode metrolijn van de Dubai Metro, het metrostation Burj Khalifa/Dubai Mall is direct verbonden met het winkelcentrum. Daarnaast biedt de Dubai Mall parkeergelegenheid voor bezoekers die met de auto komen en er zijn taxistandplaatsen bij de ingangen van het winkelcentrum.

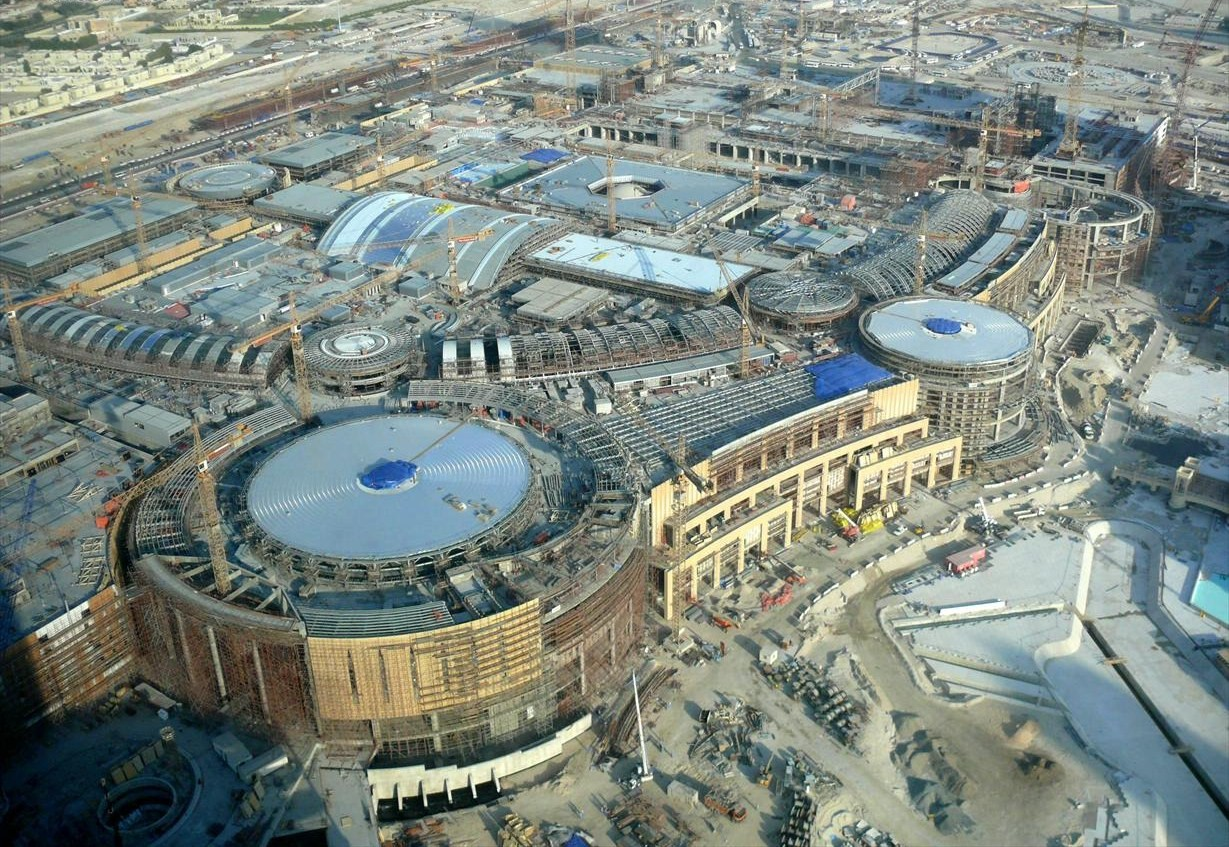
Bouwput op 27 november 2007
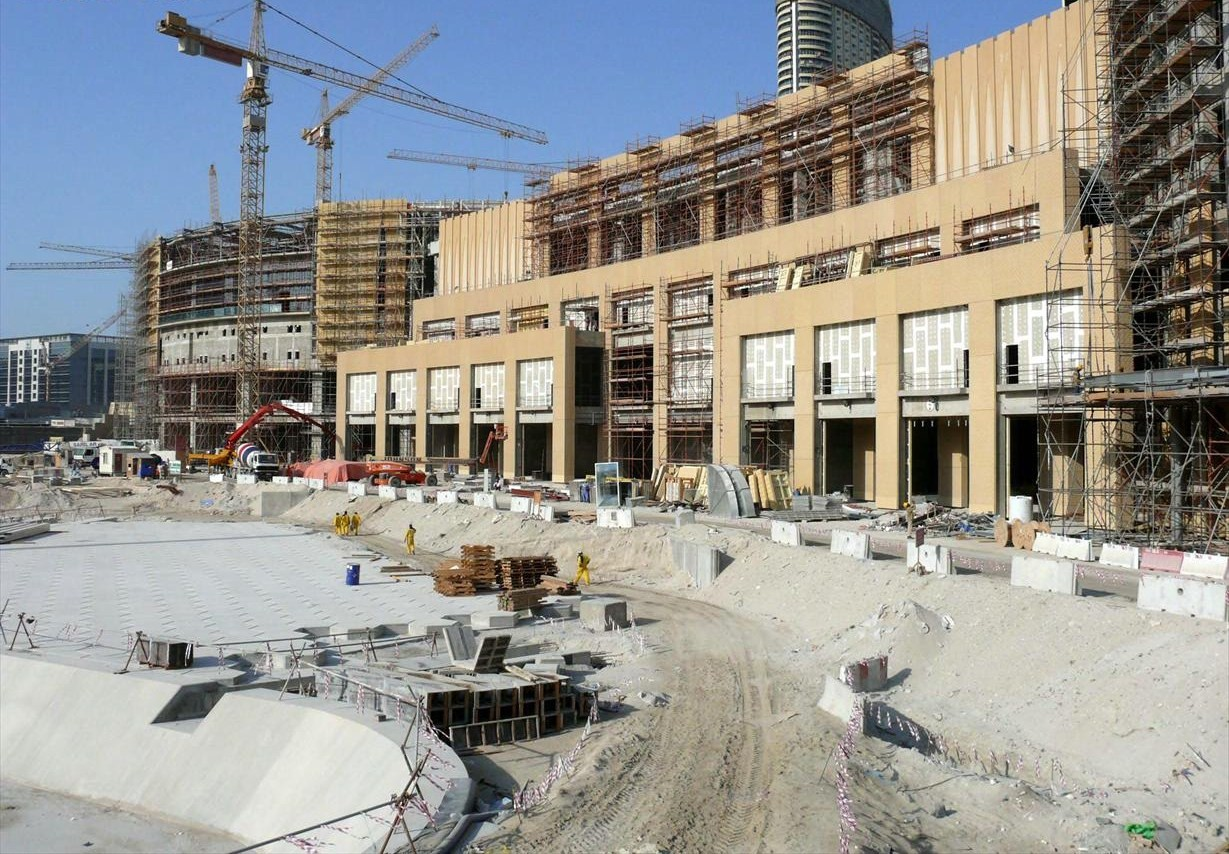
Bouwput op 3 januari 2008
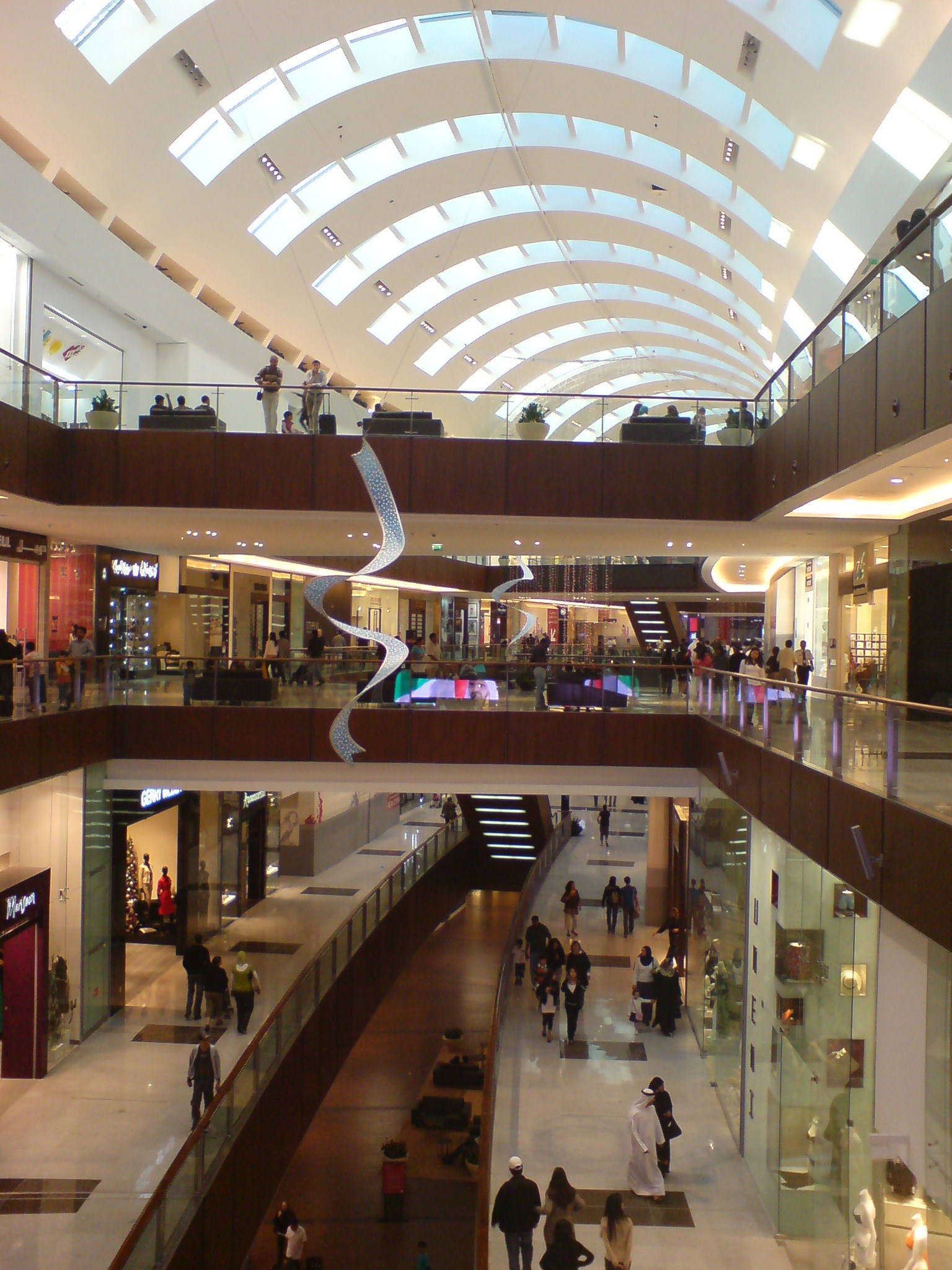
Interieur (december 2008)